# Asteromidium
Asteromidium är ett släkte av svampar. Asteromidium ingår i divisionen sporsäcksvampar och riket svampar.